# 阿克塔什镇
阿克塔什镇，是中华人民共和国新疆维吾尔自治区喀什地区叶城县下辖的一个乡镇级行政单位。2019年12月17日设立。

## 行政区划
阿克塔什镇下辖以下地区：
一队（虚拟生活区）。